# Derrick Robinson
Derrick Lamar Robinson (né le 28 septembre 1987 à Gainesville, Floride, États-Unis) est un voltigeur des Ligues majeures de baseball ayant joué en 2013 pour les Reds de Cincinnati.

## Carrière

### Reds de Cincinnati
Derrick Robinson est un choix de quatrième ronde des Royals de Kansas City en 2006. Il passe six ans en ligues mineures dans l'organisation des Royals avant de rejoindre les Reds de Cincinnati le 20 décembre 2012.
Robinson n'est pas choisi sur l'effectif de Cincinnati à l'ouverture de la saison 2013 mais une blessure à Ryan Ludwick moins d'une semaine plus tard amène les Reds à le rappeler des mineures. Il fait ses débuts dans le baseball majeur le 5 avril 2013. Il frappe son premier coup sûr en carrière le 7 avril contre frappeur suppléant opposé au lanceur Stephen Strasburg des Nationals de Washington. En 102 matchs joués pour les Reds en 2013, le voltigeur maintient une moyenne au bâton de ,255 avec 49 coups sûrs, 8 points produits, 21 points marqués et 4 buts volés en 9 tentatives.